# Jasmine Mathews
Jasmine Mathews (* 9. Februar 1991 in Houston, Texas) ist eine US-amerikanische Schauspielerin.

## Leben
Jasmine Mathews absolvierte das Miss Morehouse College und das Miss Historically Black College. Ihren Master in Fine Arts machte sie an der University of Nevada, Las Vegas und besuchte die British American Drama Academy in London.

## Filmografie (Auswahl)
- 2022: Big George Foreman
- 2022: The Man from Toronto
- 2021: The Tomorrow War
- 2019: The Rookie (Fernsehserie, 7 Episoden)
- 2018: Sweetbitter (Fernsehserie, 14 Episoden)
- 2018: Heathers (Fernsehserie, 4 Episoden)
- 2017: Blue Bloods – Crime Scene New York (Fernsehserie, 1 Episode)